# Xenia Galanova
Xenia Galanova (russisch Ксения Галанова, * 1992 in Tomsk, Sibirien) ist eine in Wien lebende russische Sopranistin.

## Leben
Galanova wurde in Tomsk (Sibirien) in eine Akademikerfamilie hineingeboren und zeigte schon als Kind schauspielerische und tänzerische Begabung. Nach dem Besuch der Fakultät für Fremdsprachen (Deutsch, Latein, Englisch) der Staatliche Universität Tomsk studierte sie von 2009 bis 2014 Gesang am Ural-Konservatorium in Jekaterinburg. Außerdem absolvierte sie Meisterkurse bei Horiana Branistanu am Mozarteum Salzburg sowie bei Jewgeni Nesterenko und Eliane Coelho in Wien und wurde von Georgi Zaitov unterrichtet. Sie erhielt Diplome und Preise; unter anderem bei der Romanciada (2011), beim Ljuba-Welitsch-Wettbewerb (Publikumspreis 2018), Gold Prize Winner beim World Classical Music Awards (2021). Seit 2014 lebt sie als freischaffende Künstlerin in Wien.
Galanova absolvierte Auftritte unter anderem in Österreich und international  in Deutschland, Japan, Korea, und Italien. 2017 führte sie eine Tournee mit dem Wiener Walzer Orchester nach Japan und Korea. 2020 debütierte sie auf der Reichshof-Kulturbühne in Bayreuth im Rahmen des Ersatzprogramms der Bayreuther Festspiele als Eunoe in der Oper Sonnenflammen von Siegfried Wagner.
Seit 2021 interpretiert sie Lieder des italienischen Komponisten Kuno Trientbacher nach Texten des Schriftstellers Gerhard Blaboll und ist auf mehreren Tonträgern zu hören. Sie ist regelmäßiger Stargast beim Europaballett St. Pölten. 2022 debütierte sie im Schubertsaal des Wiener Konzerthauses im Rahmen eines Liederabends und gab dort 2023 ein Konzert anlässlich des 150. Geburtstages von Sergei Rachmaninow.
2022 war Galanova Gast der Radiosendung Mit Künstlern auf Du und Du auf Ö1 Campus, Radio Wienerwald, Radio Ypsilon, KuK-Radio Internationa von Gerhard Blaboll.

## Diskografie (Auswahl)
- Siegfried Wagner: Sonnenflammen (Naxos; 2020)[15]
- Kraut und Ruabn 3. Sampler, Kulturverein Echt Wien[10]
- Kraut und Ruabn 4. Sampler, Kulturverein Echt Wien[10]